# ウォルフォード・デイヴィス
サー・ヘンリー・ウォルフォード・デイヴィス（Sir Henry Walford Davies KCVO OBE 1869年9月6日 - 1941年3月11日）は、イギリスの作曲家。1934年から1941年には王の音楽師範に任ぜられている。

## 幼少期と音楽教育
デイヴィスはウェールズとイングランドの境に位置するオズウェストリに生まれた。ジョン・ホワイトリッジ・デイヴィス（John Whiteridge-）とスーザン（Susan; 旧姓 グレゴリー Gregory）の間に生まれた9人の子供のうち7番目であったが、生き残った4人の息子の中では1番年少であった。彼のミドルネームとなった「ウォルフォード」は、母方の祖母の召使の名前であった。後にデイヴィスはヘンリーを名乗ることを止め、一般に「ウォルフォード・デイヴィス」として知られるようになっていく。父のジョンはフルートとピアノを弾きこなして地元の音楽界では主導的な人物であると同時に、自らの兄弟がオルガニストを務めていた会衆派教会のクライスト教会（Christ Church）で合唱指揮を行っていた。ジョンは子供たちが共に音楽に取り組めるように育てた。ヘンリー・デイヴィッド・レズリーのオズウェストリの合唱協会が行ったヘンデルやその他のオラトリオの公演は、ロンドンのミュージカル・タイムズから好意的な評価を得た。
ウォルフォードの兄弟であるチャーリー（Charlie）とハロルドは、おじからクライスト教会のオルガニスト職を受け継いで成功を収めていた。チャーリーは11歳の時からこの職に就いていたが、オーストラリア移住後に若くして命を落とした。ハロルドもオーストラリアへ渡り、オーストラリアの大学で初めての音楽博士を取得した。彼はそれ以降アデレード大学で音楽科の教授を務めるとともにエルダー音楽院の学長として、非常に高い名声を築き上げた。最年長のトム（Tom）は一家の伝統に従い、官庁勤めをすることになった。
デイヴィスは兄弟たちと同様、手を触れることができた楽器は何でも演奏し、しばしば兄弟、従兄弟、友人らと私的なアンサンブルを楽しんだ。しかし、彼が初めて見出されたのは歌手としてであり、一家が非国教主義をとっていたことから生じる懸念をよそに、ウィンザーのセント・ジョージ・チャペルの少年聖歌隊へと入った。ここでの彼は成功を収め、12歳からは学校に通うと同時に毎週14回の礼拝で歌った。こうした経緯で彼はヴィクトリア朝後期のオルガン再興の立役者であったウォルター・パラットや、ウィンザーの教会で首席司祭を務めていたランドル・デイヴィッドソンの影響下に入っていった。
デイヴィスはパラットの下で助手として働きながら5年間修業を積んだ後、1890年に王立音楽大学に入学してヒューバート・パリーやチャールズ・ヴィリアーズ・スタンフォードの薫陶を受けた。

## キャリア
デイヴィスは1895年から対位法の教員として王立音楽大学で教鞭を執った。彼の門弟にはラトランド・ボートンやレオポルド・ストコフスキーがいる。この時期、彼はロンドンで多くのオルガニスト職を歴任した。ソーホーのセント・アン教会（1890年-1891年）、ハムステッドのクライスト教会（1891年-1898年）、そして1898年からはテンプル教会のオルガニストに任用され、ここではストコフスキーが彼の助手を務めた。デイヴィスは1917年までこの職に留まった。1918年、彼は新設されたイギリス空軍の初代音楽監督となり、これをきっかけに今日でも多くのマーチングバンドで演奏される行進曲「Royal Air Force March Past」を作曲した。
1919年にデイヴィスはアベリストウィス大学の音楽科教授に就任した。その後、彼はウェールズの音楽振興に尽力し、ウェールズ国立音楽評議会の議長に就任している。1927年からはウィンザーのセント・ジョージ・チャペルのオルガニストとなった。助手のオルガニストの1人にはマルコム・ボイルがいた。
1924年、デイヴィスはロンドンのグレシャム・カレッジで音楽科教授となった。これは公開講座を行う非常勤の職であった。
1920年代以降、デイヴィスは講義の録音を制作していき、これによってBBCに雇われることになる。彼は「音楽と一般聴衆 Music and the Ordinary Listener」という番組名で、クラシック音楽に関するラジオ放送を行った。これは1926年から1939年に第2次世界大戦が勃発するまで続けられ、デイヴィスはよく知られた人気のラジオ司会者となった。彼の著書「音楽の追及 The Pursuit of Music」（1935年）も同様に専門家としてではない語り口で著わされている。
デイヴィスは1922年にナイトに叙された。1934年にエドワード・エルガーがこの世を去ると、デイヴィスが王の音楽師範に任用された。彼は1941年にサマセットのリングトンで71年の生涯を閉じた。彼の遺灰はブリストル大聖堂の庭に埋葬された。

## 主要作品

### 管弦楽曲
- A Dedication Overture （1893年）
- 序曲 ト長調 （1893年）
- 交響曲 ニ長調 （1894年）
- 序曲「A Welshman in London」 （1899年）
- 「Everyman」への序曲 Op.17 （1905年）
- 組曲「Holiday Tunes」 Op.21 （1907年）
- オルガンと管弦楽のための前奏曲「Solemn Melody」 （1908年）
- 「Festal Overture」 Op.31 （1909年）
- 交響曲（第2番） ト長調 Op.32 （1911年）
- 組曲「Parthenia」 Op.34 （1911年）
- 組曲 ハ長調「after Wordsworth」 Op.37 （1912年）
- ピアノと管弦楽のための「対話 Conversations」 Op.43 （1914年）
- Memorial Melody （1919年）
- A Memorial Suite Op.50 （1923年）
- 小オーケストラのための「子どもの交響曲 A Children's Symphony」 Op.53 （1927年）
- Memorial Melody ハ長調 （1936年）
- 管弦楽のための幻想曲「Big Ben Looks On」 （1937年）

### 合唱曲・声楽曲
- 合唱と管弦楽のための「The Future」 （1889年）
- 独唱者、合唱と管弦楽のためのカンタータ「Ode on the Morning of Christ’s Nativity」 （1891年-1892年）
- ソプラノ、合唱と管弦楽のための「Music: An Ode」 （1892年-1893年）
- 合唱と管弦楽のための「Herve Riel」 Op.2 （1894年）
- バリトンと弦楽オーケストラのための「Prospice」 Op.6 （1894年）
- 合唱と管弦楽のためのオラトリオ「Days of Man」 （1897年）
- 声楽四重唱、弦楽四重奏とピアノのための「Six Pastorals」 Op.15 （1897年）
- 独唱、2群の合唱と管弦楽のためのモテット「God created man for incorruption」 Op.9 （1897年-1905年）
- 独唱、合唱と管弦楽のためのカンタータ「Three Jovial Huntsmen」 Op.11 （1902年）
- オラトリオ「The Temple」 Op.14 （1902年）
- 道徳（カンタータ）「Everyman」 Op.17 （1904年、1934年改訂）
- バリトン、合唱と管弦楽のための神聖交響曲「Lift Up Your Hearts」 Op.20 （1906年）
- 独唱、合唱と室内オーケストラのための「Songs of a Day」 Op.24a （1908年）
- 独唱、合唱と小オーケストラのための「Songs of Nature」 Op.24b （1908年）
- バスと管弦楽のための歌曲集「The Long Journey」 Op.25 （1908年-1910年）
- 合唱、弦楽合奏、金管楽器、ティンパニとオルガンのためのモテット「Grace to you, and peace」 Op.26 （1908年）
- バリトン、合唱と管弦楽のための「Ode on Time」 Op.27 （1908年）
- ソプラノ、コントラルト、テノール、バリトン、バス、合唱と管弦楽のためのカンタータ「Noble Numbers」 Op.28 （1909年）
- テノール、合唱と管弦楽のための「Five Sayings of Jesus」 Op.35 （1911年）
- ソプラノ、コントラルト、テノール、バス、合唱と管弦楽のための「Song of St. Francis」 Op.36 （1912年）
- テノール、合唱と管弦楽のための「A Fantasy (from Dante's Divine Comedy)」 Op.42 （1914年）
- 合唱とオルガンのための「A Short Requiem」 Op.44a （1915年）
- メゾソプラノ、合唱と小オーケストラのための「Heaven's Gate」 Op.47 （1916年）
- 合唱と管弦楽のための「Men and Angels」 Op.51 （1925年）
- ソプラノ、バリトン、合唱と管弦楽のための「High Heaven's King」 Op.52 （1926年）
- テノール、バス、合唱、ピアノと管弦楽のための「Christ in the Universe」 Op.55 （1929年）
- 2群の合唱と管弦楽のためのテ・デウム Op.56 （1930年）
- 声楽、ピアノ、管弦楽と語りのための「London Calling the Schools」 （1932年）

### 室内楽曲
- 弦楽四重奏曲第1番 ニ短調 （1891年-1892年）
- ピアノ四重奏曲第1番 変ホ長調 （1892年）
- ピアノ四重奏曲第2番 ニ短調 （1893年）
- ヴァイオリンソナタ第1番 変ホ長調 （1893年-1895年）
- ヴァイオリンソナタ第2番 イ長調 （1893年-1895年）
- ヴァイオリンソナタ第3番 ホ短調 Op.5 （1894年） [第1番として出版]
- ピアノ四重奏曲第3番 ハ長調 （1895年-1896年）
- 弦楽四重奏曲第2番 ハ短調 （1895年-1897年）
- ヴァイオリンソナタ第4番 ニ短調 Op.7 （1896年） [第2番として出版]
- ピアノ三重奏曲 ハ長調 （1897年）
- ヴァイオリンソナタ第5番 ヘ長調 （1899年）
- 弦楽四重奏のための小さな組曲「Peter Pan」 Op.30 （1909年）
- ピアノ五重奏曲 ト長調 Op.54 （1927年、1940年改訂）